# Posener Aufstand (1918–1919)

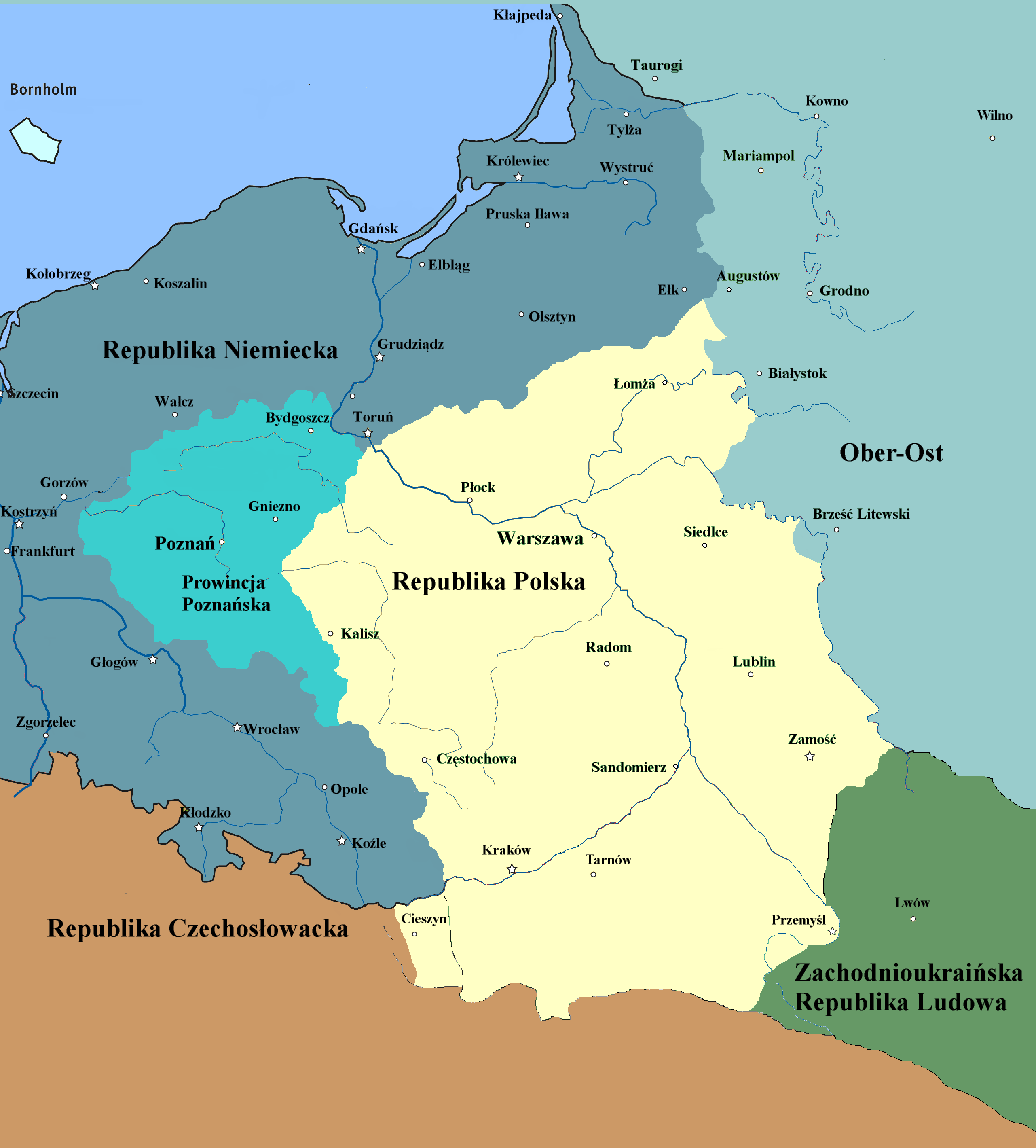
Provinz Posen (türkis) zwischen Deutschem Reich (dunkles türkis) und unabhängigem Polen (hellgelb), Mitte November 1918

Der Posener Aufstand (oder Großpolnischer Aufstand 1918–1919, polnisch powstanie wielkopolskie) vom 27. Dezember 1918 bis zum 16. Februar 1919 war ein militärischer Aufstand von Polen in der preußischen Provinz Posen. Diese kämpften für eine Eingliederung der mehrheitlich polnischsprachigen Provinz (und damit der historischen Landschaften Großpolen und Nordkujawien) in den nach dem Ersten Weltkrieg wiedererstandenen polnischen Staat. Der Aufstand endete mit einem militärischen und politischen polnischen Sieg. Der Hauptteil der bisherigen Provinz Posen wurde noch vor Inkrafttreten der Bestimmungen des Versailler Vertrages faktisch vom Deutschen Reich abgetrennt. 
Im polnischen Geschichtsbild lebt die Erinnerung an den Großpolnischen Aufstand fort als eine der wenigen erfolgreich verlaufenen Aufstandsbewegungen gegen nationale Fremdherrschaft.

## Vorgeschichte des Aufstandes

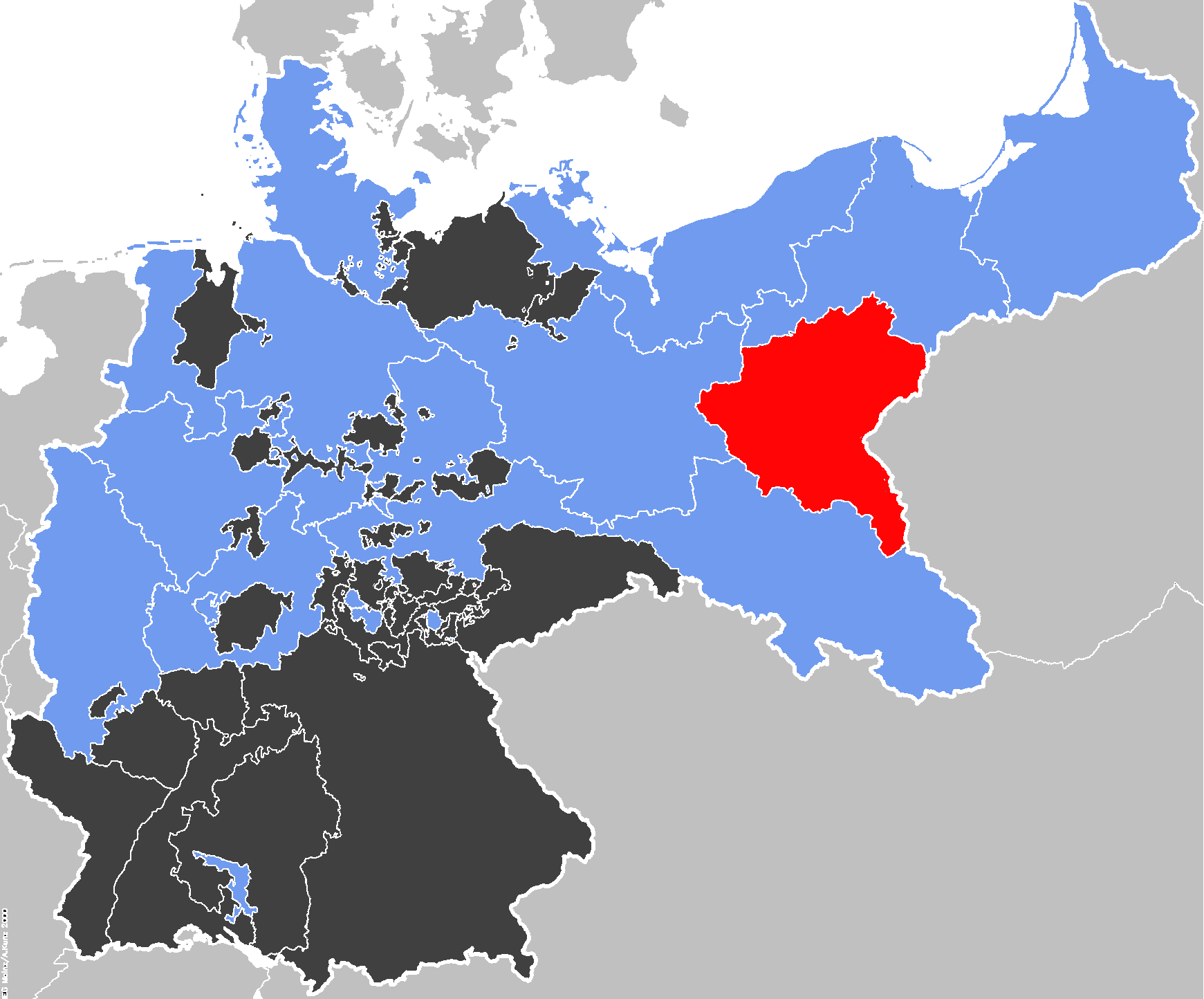
Das Deutsche Reich in den Vorkriegsgrenzen von 1914:
Posen (Aufstandsgebiet)
sonstige preußische Provinzen
übrige deutsche Staaten bzw. Reichsland Elsaß-Lothringen

Anschließend der Teilung des Herzogtums Warschau infolge des Wiener Kongresses von 1815 gehörten die polnische historische Kernländer Großpolen und Nordkujawien zum autonomen Großherzogtum Posen innerhalb des Königreichs Preußen. In der Schlussakte des Wiener Kongresses hatte Preußen sich verpflichtet, den polnischen Untertanen die Bewahrung des Volkstums zu sichern und dem Großherzogtum einige wirtschaftliche Vorteile auf Gegenseitigkeit mit dem Königreich Polen zu gewähren. Das Großherzogtum war 1815 aus zwei Teilen gebildet worden: aus demjenigen Teil des im Zuge der zweiten Teilung Polens 1793 von Preußen annektierten und 1807 durch den Tilsiter Frieden verlorenen Gebiets, den es durch den Wiener Kongress zurück empfangen hatte, und aus demjenigen Teil des Netzedistrikts, der 1807 dem Herzogtum Warschau einverleibt worden war und den es ebenfalls zurückerhielt. Die Grenze gegen das im 19. Jahrhundert bestehende Kongresspolen war durch den Staatsvertrag vom 11. November 1817 festgestellt worden. 1830 wurde die Sonderstellung des Großherzogtums innerhalb des preußischen Staatswesens jedoch eingeschränkt. Bereits 1846 und 1848 kam es dagegen zu polnischen Aufständen in Posen. Die letzten Reste besonderer Vorrechte des Großherzogtums wurden 1848 beseitigt; infolge wurde das Gebiet in Provinz Posen umbenannt und wie jede andere preußische Provinz organisiert. Mit der Gründung des Norddeutschen Bundes in 1867 und der Reichsgründung in 1871 wurde die Provinz Posen Teil des neuen Bismarckschen deutschen Nationalstaates. Die politischen Gegensätze in der zu fast zwei Dritteln von katholischen Polen bewohnten Provinz hatten sich zugespitzt, seitdem in den 1870er Jahren der Kulturkampf gegen die katholische Kirche den Streit um die Germanisierungspolitik des preußischen Staates weiter angefacht hatte.
Am Ende des Ersten Weltkrieges hoffte die polnische Nationalbewegung in der Provinz auf eine Eingliederung in den neuen polnischen Staat. Als dessen Kern fungierte das im Jahr 1916 zunächst als Satellitenstaat der Mittelmächte gegründete sogenannte Regentschaftskönigreich Polen. Doch trotz der Vierzehn Punkte des US-amerikanischen Präsidenten Woodrow Wilson und der darin enthaltenen Proklamation des nationalen Selbstbestimmungsrechts war die Festlegung der neuen polnischen Grenzen ungewiss. Die nationalpolnischen Kräfte in der Provinz Posen entschlossen sich daher zu einem gewaltsamen Handeln. Damit sollte der günstige Moment ausgenutzt werden, in dem das deutsche Ostheer auch nach dem Waffenstillstand vom 11. November 1918 weiterhin im Osten Europas und besonders in Russland stationiert war. Hinzu kam, dass in Deutschland die Revolution ausgebrochen war und nach dem Sturz der Monarchie die politischen Machtverhältnisse ungefestigt waren.
Bereits im November 1918 war es in Posen zu einer Machtübernahme durch einen Arbeiter- und Soldatenrat gekommen, der paritätisch mit je fünf polnischen und deutschen Vertretern besetzt war. Anfang Dezember 1918 forderte ein sogenannter Teilgebiets-Sejm in Posen den Anschluss der Provinz an Polen. Zum Auslöser des Aufstandes wurde dann ein Besuch des patriotischen Pianisten und späteren polnischen Regierungschefs Ignacy Jan Paderewski, der bei seinem Eintreffen von der polnischen Stadtbevölkerung enthusiastisch begrüßt wurde. Am zweiten Tag, dem 27. Dezember 1918, kam es in Posen zu Demonstrationen von polnischer wie deutscher Seite, bevor am Abend die ersten Schüsse fielen.

## Verlauf der Kämpfe und Waffenstillstand

Verlauf der Demarkationslinie am 16. Februar 1919

Die Kampfhandlungen erstreckten sich über anderthalb Monate. Die ersten Auseinandersetzungen forderten nur geringe Verluste. Die Stadt Posen befand sich bereits am 28. Dezember 1918 in der Hand der Aufständischen. Anschließend weiteten sich die Gefechte auf nahezu die ganze Provinz Posen aus. Die polnischen Kämpfer gehörten einem Zweig der geheimen „Polnischen Militärorganisation“ (Polska Organizacja Wojskowa – POW) an. Deren Aufbau ging auf Józef Piłsudski zurück, der inzwischen als „Vorläufiges Staatsleiter“ der Republik Polen amtierte. Mitte Januar 1919 war fast die gesamte Provinz Posen von den nationalpolnischen Kräften besetzt.
Inzwischen hatte sich die deutsche Seite teilweise reorganisiert. Einzelne Heeresverbände und behelfsartig aufgestellte Freikorps (u. a. Grenzschutz-Bataillon III), die unter der Sammelbezeichnung „Grenzschutz Ost“ operierten, übernahmen die Verteidigung der umkämpften Gebiete und der östlichen Reichsgrenze bis zu einer Friedensregelung. Der deutsche Grenzschutz ging zu Gegenangriffen über und es kam zur Fortsetzung der Kämpfe. Es drohte eine Eskalation und die Gefahr bewaffneter Auseinandersetzungen auch in anderen zwischen Deutschland und Polen umstrittenen Gebieten.
Am 16. Februar 1919 wurde schließlich in Trier eine Verlängerung des Waffenstillstandes der Alliierten mit dem Deutschen Reich unterzeichnet, die auch Bezug auf die Entwicklung in der Provinz Posen nahm. Die Armee der Aufständischen fand indirekt Anerkennung als alliierte Streitmacht. Faktisch bewirkte der alliierte Druck einen Abbruch der Kämpfe, und eine militärische Demarkationslinie wurde festgelegt. Das Deutsche Reich verpflichtete sich, auf alle Feindseligkeiten an der Grenze zu Polen zu verzichten. Der Großpolnische Aufstand endete damit offiziell. Vereinzelt fanden in den Wochen danach noch einige lokale Gefechte statt. 

## Politische Nachwirkung

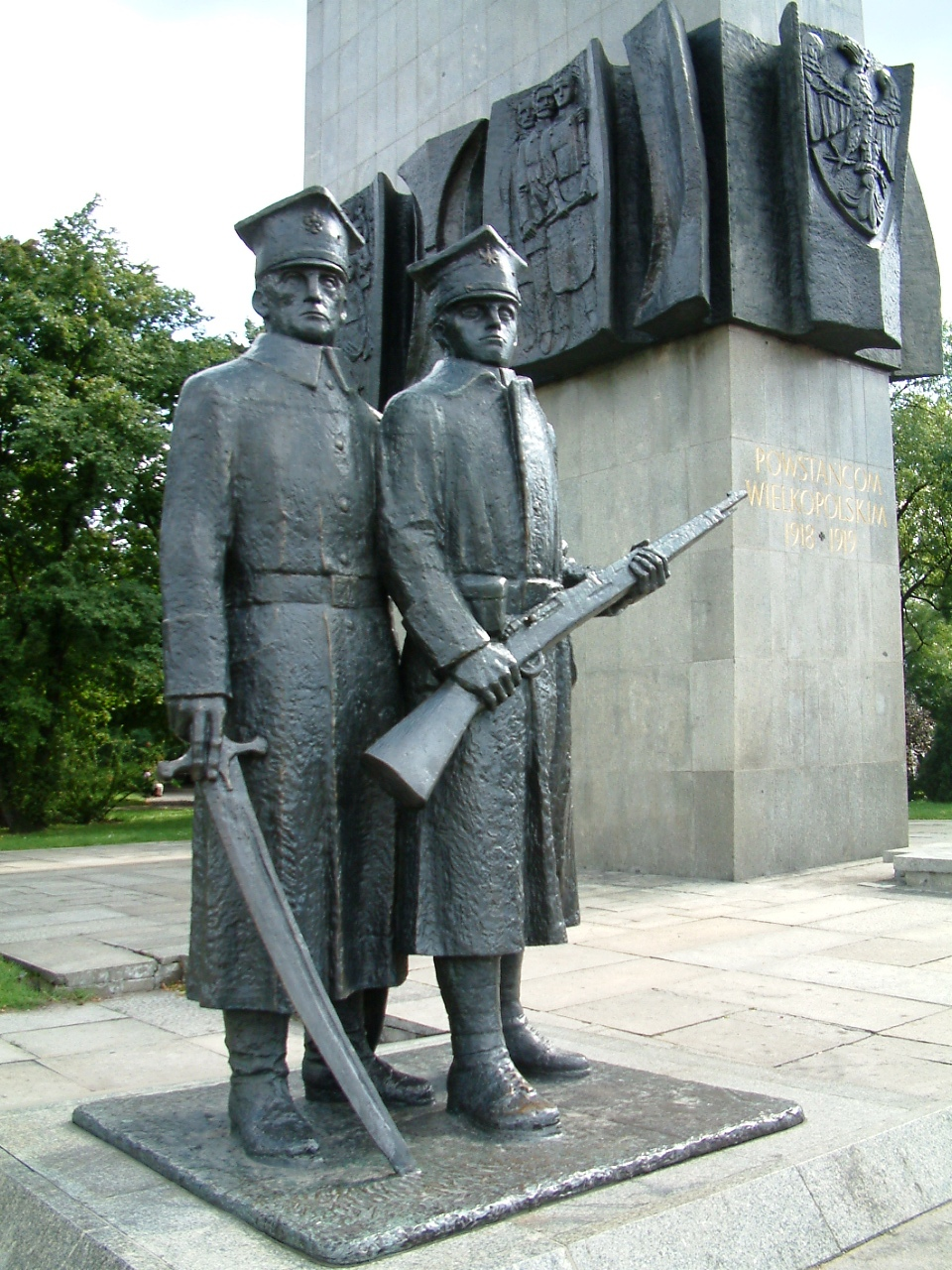
Denkmal in Posen zur Erinnerung an den Großpolnischen Aufstand

Im Versailler Vertrag vom 28. Juni 1919 wurden die vollendeten Tatsachen (uti possidetis) festgeschrieben. Als Ergebnis der Pariser Friedenskonferenz musste Deutschland beträchtliche Gebietsverluste hinnehmen. Gemäß dem Friedensvertrag, der am 10. Januar 1920 in Kraft trat, wurde u. a. der größte Teil der Provinz Posen ohne Volksabstimmung an Polen abgetreten. Dies betraf auch einige Gebiete, so z. B. die Städte Bromberg und Lissa, die sich auf der deutschen Seite der Demarkationslinie befunden hatten. Für die polnische Delegation unterzeichnete der (seit Januar 1919) Ministerpräsident und Außenminister Ignacy Paderewski.
Aus den bei Deutschland verbliebenen Gebieten der Provinz entstand zusammen mit einigen Restgebieten der bisherigen Provinz Westpreußen im Jahr 1922 die neue preußische Provinz Grenzmark Posen-Westpreußen, deren Bezeichnung bereits den Anspruch auf eine Revision der Grenzregelung anklingen ließ.
Die Soldaten des Großpolnischen Aufstandes beteiligten sich in größerer Zahl an der Reihe von Aufständen in Oberschlesien von August 1919 bis Juli 1921, die jedoch nicht an das Vorbild des Posener Aufstandes anzuknüpfen vermochten.
Seit 2021 begeht Polen den Gedenktag des Großpolnischen Aufstands.